# Anthaxia aenescens
Anthaxia aenescens är en skalbaggsart som beskrevs av Thomas Casey 1884. Anthaxia aenescens ingår i släktet Anthaxia och familjen praktbaggar. Inga underarter finns listade i Catalogue of Life.